# Philipp Vandré
Philipp Vandré (* 15. November 1963 in Osterode am Harz) ist ein deutscher Pianist und Musikpädagoge. Seine teilweise in Zusammenarbeit mit den Komponisten entstandenen Einspielungen der Klaviermusik von John Cage, Hans Otte und Morton Feldman gelten als Referenzaufnahmen. Die Entwicklung und Vermittlung kompositorischer Fähigkeiten, insbesondere bei Jugendlichen, gehört zu Vandrés Spezialgebieten.

## Biografie
Philipp Vandré wuchs als Kind des Kirchenmusikers Chris Vandré, und seiner Ehefrau Karin (geb. Hinrichs) zunächst in Osterode am Harz (1963–66), später Graz (1966–68) und Hannover (1968–71) auf. Bedingt durch den Beruf seines Vaters kam er früh mit Musik und den bildenden Künsten in Berührung und erhielt seit seinem 6. Lebensjahr Unterricht auf der Geige (später Bratsche, Klavier, Orgel und Dirigieren). Mit dem Umzug der Familie nach Bremen (1972) erweiterte sich sein musikalischer Horizont. Durch den Besuch der von Hans Otte im Funkhaus von Radio Bremen veranstalteten pro musica nova war für ihn bereits in jungen Jahren die Auseinandersetzung mit moderner Musik und Kunst ebenso wie die Interpretation historischer Musik und Begegnungen mit Musik außereuropäischer Kulturen selbstverständlich. Bereits mit neun Jahren begegnete er Komponisten wie John Cage, Helmut Lachenmann oder Steve Reich. Im Knabenchor Unser Lieben Frauen Bremen (1972–76, 1978–82) sowie im Sängerinternat des Windsbacher Knabenchors (1976–78) wurde er mit der Praxis des Chorgesangs vertraut.
Nach dem Abitur am Alten Gymnasium Bremen (1982) und dem Zivildienst studierte Vandré an der Hochschule für Musik und Darstellende Kunst Frankfurt am Main (1984–92), u. a. Klavier bei Jutta Drefahl, Raymund Havenith und Leonard Hokanson und Musiktheorie bei Rolf Riehm. Parallel dazu studierte er 1985/86 an der Johannes Gutenberg-Universität Mainz bei Sergiu Celibidache Phänomenologie der Musik und nahm an Kursen bei Menahem Pressler und Uzi Wiesel (Kammermusik) sowie Leonard Hokanson und Charles Spencer (Liedbegleitung) teil. Seine Studien schloss er mit dem Diplom Musikerziehung (1989) und dem Diplom Künstlerische Ausbildung Klavier solo (1992) ab.
Seit seinem Studium konzertiert er mit Klavier- und Kammermusik aus allen Epochen, vor allem jedoch mit moderner Klaviermusik. Mit der viel beachteten Aufführung der Sonatas and Interludes von John Cage auf dem »Anarchic Harmony« Festival 1992 in Frankfurt/Main eröffneten sich ihm Engagements auf verschiedenen Festivals neuer Musik. Seither wirkt er regelmäßig als Pianist bei Konzerten des hr-Sinfonieorchesters mit. Seine Auftritte im Festival d’Automne Paris, im Huddersfield Contemporary Music Festival, seine Mitwirkung bei der Europa-Tournee Steve Reich des Ensemble Modern sowie auf der Expo 2000 in Hannover markieren Stufen seiner pianistischen Laufbahn seit 1997. Seine umfangreiche Konzerttätigkeit führte den Pianisten Philipp Vandré als Solist, Kammermusik- und Liedpartner wie auch als Ensemble- und Orchester-Pianist in die Musikzentren Europas und nach Amerika. Er konzertierte u. a. mit Luciano Berio, Pierre Boulez, Peter Eötvös und Steve Reich und war über viele Jahre gern gesehener Gast im Orchester des Nationaltheaters Mannheim, wo er die großen Klavierparts der sinfonischen Literatur und des Opernrepertoires übernahm. Funkaufnahmen und CD-Produktionen (auch mit dem 1995 von ihm gegründeten Turfan-Ensemble) dokumentieren sein künstlerisches Wirken. 2010 wurde eine seiner Aufnahmen von Martin Scorsese für den Soundtrack von Shutter Island ausgewählt.
Seit 1994 lebt Vandré in Heidelberg und unterrichtet seit 1998 an der Stuttgarter Musikschule Musiktheorie und Gehörbildung. Mit der Gründung einer Kompositionsklasse für Kinder und Jugendliche setzte er dort neue Akzente und trat 2000 mit ersten Ergebnissen im Rahmen des von ihm und Albrecht Dürr ins Leben gerufenen „Stuttgarter Musikfestes für Kinder und Jugendliche“ an die Öffentlichkeit. „Aufgrund des überwältigenden Erfolgs des ersten Musikfestes“ und der „in Deutschland einzigartigen Konzeption“ entwickelte Vandré „ein Netzwerk für Stuttgart, das die starken Kulturträger Stuttgarts in der Musikvermittlung zusammenführt“ und mittlerweile „rund 30 kulturelle Initiativen und Institutionen Stuttgarts“ einbezieht, darunter als Träger die Stuttgarter Musikschule, die Stuttgarter Philharmoniker und die Stuttgarter Musikhochschule. Es folgten eine Reihe von Kompositionsworkshops, z. B. für das SWR Vokalensemble Stuttgart und das Festspielhaus Baden-Baden. Vandré hielt bundesweit Vorträge auf allen einschlägigen Tagungen und Kongressen und gab in Seminaren und Kursen Einblicke in sein Spezialgebiet. Durch aktive Mitarbeit im Projekt „Kompäd“ und die Teilnahme an Kongressen und Konferenzen wirkte er an der Entwicklung moderner und spezieller kompositionspädagogischer Methoden mit, die er u. a. auch mit Unterstützung der Jeunesses Musicales Deutschland in die Praxis übertrug und umsetzte. 2015 wurde er zum Künstlerischen Leiter des Bundeswettbewerbs „Jugend komponiert“ berufen, den er bis 2023 verantwortlich leitete. Von 2010 bis 2019 war Vandré Mitglied des Präsidiums der Jeunesses Musicales Deutschland und vertrat die Sektion auf internationaler Ebene im Ethno Committee. 2021 war er eingeladen, an der Staatlichen Hochschule für Musik und Darstellende Kunst Stuttgart das Seminar „Komponieren im Instrumentalunterricht“ zu leiten. Von 1995 bis 2000 unterrichtete Vandré auch an der Hochschule für Musik und Darstellende Kunst Frankfurt am Main, war 2008/09 Adjunct Professor der Biola University in Kalifornien und nahm 2013 bis 2016 eine Vertretungsdozentur an der Folkwang Universität der Künste in Essen wahr.

## Künstlerisches und Pädagogisches Wirken
Interessiert an Bildender Kunst, Theater und Literatur und offen für Querverbindungen unter den Künsten entmystifiziert Vandré den musikalischen Kompositionsvorgang, wobei er den Beruf des Komponisten aus einer gegenüber dem 19. Jahrhundert veränderten Perspektive sieht. Bisher gehörte die Kompositionsausbildung zum Fächerkanon ausschließlich von Hochschulen, und es gab darüber auch keinen methodisch-didaktischen Diskurs. Während Immanuel Kant das Komponieren mit der Vorstellung von etwas Genialem verbunden und damit einem romantisch verklärten Komponistenbild Vorschub geleistet hatte, hat in den letzten 30 Jahren ein Umdenken stattgefunden. Mittlerweile werden sowohl die Kompositionslehre als auch das Initiieren und fördernde Begleiten kompositorischer Arbeiten im Kontext von Musikschulen und Allgemeinbildenden Schulen reflektiert, und die Vorstellung setzt sich durch, dass das „Komponieren eine geeignete Methode beim Musiklernen sowie beim Erwerb musikalischer Bildung ist und dass es Partizipation nicht nur im Unterricht, sondern Teilhaben an kulturellem Leben überhaupt fördert.“ In dieser neuen Situation sucht Vandré nach Möglichkeiten, wie man „Räume für kompositorische Erfahrungen öffnen und Kinder und Jugendliche zum Musik erfinden ermuntern“ kann. Es geht ihm um die Grunderfahrung, dass Musik nicht etwas Vorgegebenes ist, sondern als gestaltbar wahrgenommen wird. Einige aus der eigenen Praxis entstandene didaktische Anregungen präsentierte er 2012 in dem bahnbrechenden Buch „Komponieren mit Schülern“. Vandré engagiert sich für eine Professionalisierung der Kompositionspädagogik und strebt die entsprechende Ausbildung für Kompositionslehrer an: „Wir haben an den Musikschulen bundesweit rund vierzig Kompositionsklassen für Kinder und Jugendliche, aber noch immer gibt es an den deutschen Hochschulen kein berufsqualifizierendes Studienangebot für die Leitung einer solchen Klasse.“ In seiner Arbeit stehen die Entwicklung einer eigenen Klang- und Musikvorstellung sowie die Befähigung, diese durch geeignete Kompositions- und Notationstechniken umzusetzen, im Mittelpunkt. Die Maßstäbe, die er als Juror und künstlerischer Leiter des Bundeswettbewerbs „Jugend komponiert“ im Rahmen der Jeunesses Musicales Deutschland anlegt, sind die Erkennbarkeit eines kompositorischen Anliegens und die Angemessenheit der Mittel.
Grundlage für diese Um- und Neuorientierung der Kompositionsausbildung ist Vandrés weit gefasstes Musikverständnis. Früh schon hatte er bei Hans Otte, dem Leiter der Abteilung Musik von Radio Bremen und Initiator der pro-musica-nova-Tage, eine Art von Musik kennengelernt, bei der die Eigendynamik der Klänge und Einzeltöne den Formverlauf bestimmt. Ein Schlüsselwerk für Vandré war Ottes Das Buch der Klänge, dessen Noten er noch vor der Drucklegung vom Komponisten erhielt und das er viele Male öffentlich aufführte. Eine detaillierte Analyse des Werks, die in engem Kontakt mit dem Komponisten entstand, veröffentlichte er später in Buchform. Aber auch Werke des Komponisten, dem er sich bis zu dessen Tod auch menschlich nahe fühlte, wie face à face, orient : occident, siebengesang oder stundenbuch, standen bei ihm auf dem Programm.
Nicht weniger wichtig für Vandrés künstlerische Ausrichtung war die Begegnung mit John Cage und seiner Musik. Hier eröffnete sich ihm eine Denkweise, welche „der in der abendländischen Kunstmusik herrschenden Ordnung der Töne und ihrer Fixierung in Kompositionen eine Ästhetik der Offenheit, Unbestimmtheit und permanenten Veränderung“ entgegensetzt mit dem Ergebnis einer „Musik ohne festgelegte oder absichtsvolle Abläufe“. Bei Cage „bestimmt nicht das Bedürfnis nach Ausdruck oder Konstruktion das Resultat, sondern die Klänge existieren ohne den schöpferischen Eingriff für sich.“ Regelmäßig spielt Vandré in seinen Konzerten Werke von Cage, auch für Präpariertes Klavier, und erhielt international Anerkennung für seine CD-Einspielungen. Als Folge seiner Auseinandersetzung mit der Musik von Cage komponierte er beispielsweise rezitativ für drei – Hommage an John Cage für 3 Sprecher, oder reading music für 2 Zeitungsleser.
Charakteristisch für Vandrés ästhetische Positionierung ist weiterhin die intensive Beschäftigung mit der Musik von Morton Feldman, bei dem nicht das fertige Werk als Ergebnis des Kompositionsprozesses im Mittelpunkt steht, sondern das Komponieren selber als Aktion, weil bei Feldman die Töne keiner hierarchischen Ordnung unterliegen. Ihm geht es in erster Linie um „die Befreiung des Klangs.“ Dem hat Vandré in seinen CD-Einspielungen viel Raum gegeben und hat im Übrigen auch an der kritischen Neuausgabe der Klavierwerke von Morton Feldman mitgewirkt.
Die pianistischen Voraussetzungen hierfür hat Vandré im Lauf seines Studiums an der Hochschule für Musik und Darstellende Kunst Frankfurt am Main erhalten. Bei Lehrern wie Leonard Hokanson und Raymund Havenith erlernte er Technik und Werkgenauigkeit und weitete seinen Horizont als Künstler. Ein eigenes Musikverständnis entwickelte Philipp Vandré auch, indem er Seminare bei Sergiu Celibidache über die „Phänomenologie der Musik“ besuchte. Für Celibidache lässt Musik sich nämlich „nicht erfassen, weder sprachlich noch intellektuell“, und „insofern ist Musik nicht Etwas, sondern umgekehrt kann Etwas unter bestimmten Voraussetzungen Musik werden.“ Das ist eine Sichtweise, bei der „die Klangerscheinungen als Basis der Musik universal, das heißt unabhängig von Kultur und emotionaler Verfassung, die Beziehung zum Menschen schaffen.“ Aus dieser Perspektive heraus entwickelte sich bei Vandré ein Musikverständnis, das ihn zum einen als Pianisten im Sinne unbedingter Werktreue in die Verantwortung nahm und ihm andererseits die Möglichkeit gab, mit Komponisten unterschiedlichster Herkunft und Stilorientierung zusammenzuarbeiten. So erschließen sich Vandré mit sensiblem Ohr und analytischem Verstand auch die komplexen Strukturen der Werke von Bach, Boulez und Webern, und er kann mit gleicher Aufmerksamkeit und Begeisterung dem Spiel von Musikern aus fremden Kulturen zuhören. Hierauf beruht auch seine Initiative zur Gründung von ETHNO Germany unter dem Dach der Jeunesses Musicales Deutschland, bei der „junge Menschen aus verschiedenen Ländern und vielfältigen Kulturen“ eingeladen sind, „auf der Basis traditioneller Musik ihrer kulturellen Hintergründe offen und frei miteinander zu musizieren.“ Wichtig war in diesem Zusammenhang auch sein Studium der Musiktheorie in Frankfurt bei Rolf Riehm, der als gesellschaftspolitisch engagierter Komponist und offen auch gegenüber Jazz und Rockmusik Vandré zur Eigenpositionierung anregte und in dessen Unterricht er den analytischen Blick auf Musik schärfte. Zwar sieht sich Philipp Vandré in erster Linie nicht als Komponist, hat aber Bühnen- und Hörspielmusiken geschrieben, die Engagement und eine allgemein kritisch-reflexive Grundeinstellung erkennen lassen. Mit wachem Gespür für die künstlerischen Qualitäten großer Bühnenwerke hat er 2020 im Auftrag des Verlegers als „Experte für Arrangements“ Gehalt und Diktion von Tschaikowskys Oper Eugen Onegin auf den Punkt gebracht und in „einer subtilen, sängerfreundlichen Kammermusikfassung“ zur Aufführung gelangen lassen, wobei „auch in der kleineren Besetzung Dramatik und festlicher Glanz der Partitur voll zur Geltung kommen.“

## Veröffentlichungen

### CDs
- John Cage Sonatas and Interludes for prepared Piano, Mode Records 1996
- Klaus Hinrich Stahmer Sacred Site, Kreuzberg Records 1998
- Klavier-Soli des 20. Jahrhunderts (Werke von Christian Banasik, Peter Michael Braun, Hans Otte, Kurt Schwaen und Klaus Hinrich Stahmer) Kreuzberg Records 1998
- Morton Feldman First Recordings: 1950s, (Vandré und Turfan Ensemble), Mode Records 1999
- Morton Feldman Indeterminate Music (Vandré und Turfan Ensemble), Mode Records 2001
- John Cage Complete Short Works for Prepared Piano, Mode Records 2007
- orient / occident (Kompositionen von John Cage und Hans Otte), Philipp Vandré und Elmar Schrammel, WERGO 2008

### Bücher und Schriften
- Philipp Vandré: Hans Otte – Das Buch der Klänge, Fragmen 30, 27 S., Saarbrücken (Pfau Verlag) 1999, ISBN 978-3-89727-074-9
- Philipp Vandré: Eine unendliche Reise – Vom Umgang des Interpreten mit Partituren zeitgenössischer Komponisten, in: Neue Zeitschrift für Musik Jg. 169, Nr. 5 (2008), S. 44–47
- Philipp Vandré und Benjamin Lang (Hg.): Komponieren mit Schülern – Konzepte, Förderung, Ausbildung, 212 S., Regensburg (ConBrio) 2011, ISBN 978-3-940768-22-3
- Philipp Vandré Musiktheorie und Kompositionspädagogik in der Musikschule in „Folkwang Studien - Musiktheorie und Komposition“, 433 S. Hildesheim Georg Olms Verlag 2015 ISBN 978-3-487-15231-8
- Philipp Vandré und Ulrich Wüster (Hg.): Musik erfinden – 30 Jahre Bundeswettbewerb Jugend komponiert, 93 S., erschienen im Eigenverlag der Jeunesses Musicales Deutschland 2015, darin Philipp Vandré: „Weikersheimer Gespräche zur Kompositionspädagogik“
- Philipp Vandré, Monika Beck, Thomas Taxus Beck, Matthias Schlothfeldt: Lehrplan Musiktheorie und Komposition des VdM, 54 S., Kassel (Bosse Verlag) 2016 ISBN 978-3-7649-3781-2
- Philipp Vandré und Matthias Schlothfeldt (Hg.): Weikersheimer Gespräche zur Kompositionspädagogik, 291 S., Regensburg (ConBrio) 2018 ISBN 978-3-940768-78-0

### Noten (Bearbeitungen)
- Eugen Onegin, Oper von Peter Iljitsch Tschaikowsky, Bearbeitung von Philipp Vandré für Stimmen und Kammerorchester, Berlin (Boosey & Hawkes), 2020

## Kompositionen und Bearbeitungen
- ...ein teil der erde... Installation für 5 Kassettenrecorder 1997
- collage 1 für Klavier 1997/98
- collage 2 für Alt-Saxophon und Klavier 1998
- reading music für 2 Zeitungsleser 1998
- Klanguhr für Kammerensemble 1999/2000
- Klangsäule für mehrere Akteure 1999/2000
- ich für einen Sprecher und Autofedern nach einem Text von Ernst Jandl 2003
- recitativ für drei Hommage an John Cage für 3 Sprecher 2003
- Alles pachelbel? Hörspielmusik (Hessischer Rundfunk) 2003
- von einem, der auszog geliebt zu werden Theatermusik (teatro alegria Mallorca) 2005
- I see a Song Szenische Fantasien für eine Tänzerin, Kinderchor und Orchester 2007
- Was ist Zeit Theatermusik (Städtische Bühne Heidelberg) 2007
- Eine Brotkrume auf die Kante des Himmels gelegt Theatermusik (Teatro KaRo & Co Spanien) 2008
- Deutschland Porno total Theatermusik (Städtische Bühne Heidelberg) 2009
- 8 1/2 Theatermusik (Städtische Bühne Heidelberg) 2009
- Über dem Fluss für gemischten Chor, Texte: Taisen Deshimaru und Hanns Lilje, 2010/11
- dans la chaleur vacante für Klavier solo 2014
- The Two Fiddlers, Bearbeitung der Oper von Peter Maxwell Davies für Stimmen und 10 Instrumente 2020